# (1829) Dawson
(1829) Dawson és un asteroide que pertany al cinturó d'asteroides descobert per Arnold R. Klemola i Carlos Ulrrico Cesco el 6 de maig de 1967 des de l'Observatori El Leoncito, a l'Argentina.
Dawson es va designar inicialment com a 1967 JJ. Posteriorment va ser nomenat en honor de l'astrònom nord-americà Bernhard H. Dawson (1890-1960).
Està situat a una distància mitjana de 2,251 ua del Sol, podent acostar-s'hi fins a 1,98 ua i allunyar-se'n fins a 2,522 ua. Té una inclinació orbital de 6,335° i una excentricitat de 0,1204. Empra 1234 dies a completar una òrbita al voltant del Sol.